# Meda Welabu
Meda Welabu est un woreda du sud de l'Éthiopie, situé dans la zone Bale de la région Oromia. Il a 97 532 habitants en 2007. Son chef-lieu est Bidre.

## Géographie
Situé dans le sud de la zone Bale, Meda Walabu est limitrophe des zones Mirab Arsi et Guji, dans la région Oromia, et limitrophe de la zone Liben dans la région Somali,.
| Nensebo Harena Buluk   | Mena        | Guradamole |
| Girja Wadera Goro Dola | Meda Welabu | (Somali)   |
| Liben                  | (Somali)    |            |

Son chef-lieu, Bidre, est à près de 1 700 m d'altitude, 220 km au sud de Robe et 95 km au nord de Negele.
La rivière Ganale Dorya borde le sud du woreda.

## Démographie
En 2006, l'Atlas of the Ethiopian Rural Economy estime la densité de population entre 6 et 10 personnes par km2 en moyenne dans le woreda Meda Welabu.
D'après le recensement national réalisé en 2007 par l'Agence centrale de la statistique d'Éthiopie, le woreda compte 97 532 habitants et 3 % de la population est urbaine.
La plupart des habitants (97 %) sont musulmans, 2 % sont orthodoxes et moins de 1 % sont protestants.
Avec 2 989 habitants en 2007, Bidre est la seule agglomération recensée dans le woreda.
En 2022, la population du woreda est estimée à 138 372 personnes avec une densité de population de 45 personnes par km2 et 3 071 km2 de superficie.